# Rybník Spáleniště
Přírodní památka Rybník Spáleniště se rozkládala v osadě Spáleniště jihovýchodně od města Dobrušky. Chráněné území se skládalo z menšího rybníka Spáleniště s nepříliš rozvinutým litorálem. Hlavním předmětem ochrany byly populace evropsky významného čolka velkého (Triturus cristatus) a dalších zvláště chráněných druhů obojživelníků a to čolka horského (Ichthyosaura alpestris), čolka obecného (Lissotriton vulgaris) a ropuchy obecné (Bufo bufo) včetně aktivní ochrany jejich biotopu. Opakované herpetologické průzkumy v lokalitě neprokázaly výskyt čolka velkého, a proto došlo v březnu 2016 ke zrušení této přírodní památky. Území si přesto zachovalo status evropsky významné lokality Natura 2000.